# Гавана (провинция)
Прови́нция Гава́на — существовавшая до 2010 года провинция республики Куба, была расположена на западной части острова. Столица провинции — город Гавана (Ciudad de la Habana). На 2010 год население провинции составляло 711 066 жителей, плотность населения — 124,1 жителей на км², таким образом провинция занимала восьмое место по численности населения. 2 августа 2010 года было принято решение о разделении провинции на две — Маябеке и Артемиса. Фактически разделение состоялось 1 января 2011 года.

## География
Площадь провинции Гавана составляла 5730,5 км². Провинция граничила с востока с провинцией Матансас и с запада с провинцией Пинар-дель-Рио.
Рельеф провинции можно было разделить на две зоны: на юге преобладали равнины, в то время как на севере был предпочтительно волнистый рельеф, в котором можно выделить высоты Бехукаль, Мадруга и Колисео.
В северо-западной части находились возвышения Сьерра-де-Росарио (Sierra de Rosario). Воды редких рек — Аригуанабо (Ariguanabo) и Альмендарес (Almendares) соединяли собою систему водохранилищ, общий объём которых составляет 452 000 000 м³ воды.

## Муниципалитеты
Провинция Гавана насчитывала наибольшее число муниципалитетов на острове (всего 19):
1. Баута (Bauta)
2. Каимито (Caimito)
3. Мариэль (Mariel)
4. Артемиса (Artemisa)
5. Гуанахай (Guanajay)
6. Бехукал (Bejucal)
7. Батабано (Batabanó)
8. Алькисар (Alquízar)
9. Кивикан (Quivicán)
10. Сан-Антонио-де-лос-Баньос (San Antonio de los Baños)
11. Гуира-де-Мелена (Güira de Melena)
12. Сан-Хосе-де-лас-Лахас (San José de las Lajas)
13. Гуинес (Güines)
14. Мелена-дель-Сур (Melena del sur)
15. Харуко (Jaruco)
16. Сан-Николас-де-Барис (San Nicolás de Baris)
17. Нуэва-Пас (Nueva Paz)
18. Санта-Крус-дель-Норте (Santa Cruz del Norte)
19. Мадруга (Madruga)

## Экономика
Основными экономическими отраслями провинции Гавана были агрикультура, энергетика, нефть и газ, цемент, алкоголь, табак, цитрусы и текстиль.

## Достопримечательности
В провинции существовали пункты для дайвинга и лучшая в стране трасса для картинга. В Сан-Антонио-де-лос-Баньос находится Музей юмора и проводят Международное бьеннале юмора.